# Kix Brooks
Leon Eric Brooks III, detto Kix (Shreveport, 12 maggio 1955), è un cantautore statunitense.

## Carriera
Nato e cresciuto in Louisiana, si è trasferito a Nashville nei primi anni '80.
È coautore del brano Modern Day Romance, interpretato dal gruppo Nitty Gritty Dirt Band e pubblicato nel 1985.
Nel 1989 ha pubblicato il suo primo album, l'eponimo Kix Brooks, per Capitol Records.
Nel 1990, insieme a Ronnie Dunn, forma il duo Brooks & Dunn. Il gruppo esordisce l'anno seguente con Brand New Man.
Nel settembre 2010, dopo venti anni di attività, il duo Brooks & Dunn decide di sciogliersi. Tuttavia i due artisti si esibiscono nuovamente insieme a partire dall'estate 2015.
Nel settembre 2012 Kix Brooks pubblica un secondo album da solista, New to This Town (Arista Nashville), in cui collaborano tra gli altri John Barlow Jarvis, Chad Cromwell e Dan Dugmore.

## Discografia

### Solista
- 1989 - Kix Brooks
- 2012 - New to This Town
- 2014 - Ambush at Dark Canyon (Official Motion Picture Soundtrack)